# Phyllacanthina
Tribu
Les Phyllacanthina sont une tribu d'oursins de la famille des Cidaridae.

## Liste des genres
Selon World Register of Marine Species (23 mars 2021) :
- genre Phyllacanthus Brandt, 1835